# Anisodes spectabilis
Anisodes spectabilis är en fjärilsart som beskrevs av Louis Beethoven Prout 1938. Anisodes spectabilis ingår i släktet Anisodes och familjen mätare. Inga underarter finns listade i Catalogue of Life.